# فروشگاه ساعت
فروشگاه ساعت (به انگلیسی: The Clock Store) یک فیلم کوتاه انیمیشن محصول دیزنی به کارگردانی ویلفرد جکسون از سری مجموعه سمفونی احمقانه میباشد. این اثر در سال ۱٩٣۱ منتشر شد.